# Hyalinonetrion
Hyalinonetrion es un género de foraminífero bentónico de la familia Lagenidae, de la superfamilia Nodosarioidea, del suborden Lagenina y del orden Lagenida. Su especie-tipo es Hyalinonetrion sahulense. Su rango cronoestratigráfico abarca desde el Rupeliense (Oligoceno medio) hasta la Actualidad.

## Clasificación
Hyalinonetrion incluye a las siguientes especies:
- Hyalinonetrion distomapolitum
- Hyalinonetrion distomum
- Hyalinonetrion elongata
- Hyalinonetrion laevis
  - Hyalinonetrion laevis var. amphora
- Hyalinonetrion sahulense
- Hyalinonetrion sulcata
  - Hyalinonetrion sulcata var. distomapolita

Otras especies consideradas en Hyalinonetrion son:
- Hyalinonetrion gracilis, aceptado como Procerolagena gracilis
- Hyalinonetrion gracillima, aceptado como Procerolagena gracillima
- Hyalinonetrion sahulense, considerado sinónimo posterior de Hyalinonetrion gracillima